# Rheumaptera bicolor
Rheumaptera bicolor là một loài bướm đêm trong họ Geometridae.